# Luis Chavarría
Luis Eugenio Chavarría Andrades (* 26. März 1970 in Monte Aguila) ist ein ehemaliger chilenischer Fußballspieler und heutiger -trainer. Der Mittelfeldspieler bestritt fünf Länderspiele für die Nationalmannschaft.

## Karriere

### Verein
Luis Chavarría, auch Chiqui genannt, begann seine Profikarriere 1990 bei CD Malleco Unido und wechselte 1991 zu Fernández Vial, wo er fünf Jahre blieb. 1996 schloss sich der 1,79 m große defensive Mittelfeldspieler Deportes Concepción an. Dort kam er auf 133 Ligaeinsätze und erzielte 15 Tore für den Klub. Unter seinen 15 Treffern war auch das Phantomtor aus dem Jahr 1998 gegen Deportes Temuco, als Chavarría den Ball ans Außennetz schoss, aber dieser durch ein Loch im Netz im Tor landete.
2001 nahm Universidad de Chile Chavarría unter Vertrag. 2003 wechselte er zum CD Huachipato, wo er in drei Jahren über 100 Ligaspiele aufweisen kann. Danach ließ er seine Karriere bei seinen früheren Klubs Deportes Concepción und Fernández Vial ausklingen.

### Nationalmannschaft
Chavarría debütierte im November 1996 in der chilenischen Nationalmannschaft beim 1:0-Erfolg in der Qualifikationsspiel zur Weltmeisterschaft 1998 gegen Uruguay. In der von beiden Seiten hart geführte Partie verletzte Chavarría Uruguays Offensivakteur Enzo Francescoli und sorgte für Empörung, als er nach dem Spiel von Glück sprach, seinen Gegenspieler verletzt zu haben. In der Qualifikation kam er noch zwei Mal zum Einsatz, wurde aber für das Turnier in Frankreich nicht nominiert. Auch in der Qualifikation zur Weltmeisterschaft 2002 bestritt der Mittelfeldspieler beim 2:2-Unentschieden gegen Bolivien ein Spiel, das zugleich das fünfte und letzte Länderspiel von Chavarría war.